# Дурний хутір
Дурний хутір (рос. Дурной хутор) — історична місцевість Луганська. Інша назва — селище Косіора. Розташований в Артемівському районі між кварталами Южним і Героїв Сталінграда, а також між Мощинським і Калмицьким ярами. 

## Назва
За народною етимологією, ця місцевість колись була безлюдним і непридатним для життя пустирем. Але знайшовся якийсь дурень, що збудував тут собі хату.

## Історичний огляд

Будинок молитов євангельських християн-баптистів на вул. Чорноморській, 76

Селище почало забудовуватись у 1964-1965 роках.
Складається з паралельних вулиць Азовської, Львівської,  Очаківської, Стаханова, Фадєєва, Чорноморської і перпендикулярних Ангарської, Болотнікова, Остапа Вишні, Дружби народів, Каспійської, Онєжської, Танкової та інших.
На вул. Чорноморській, 76 знаходиться громада Ради церков євангельських християн-баптистів. У радянські часи тут була найбільша концентрація підпільних протестантів, за якими «полювали» співробітники КДБ. Віряни відмовлялись реєструватись в державних органах, чим доставляли великий клопіт владі. Комуністи безуспішно намагались ліквідувати «сектантське кубло». Постійно складались адміністративні протоколи за порушення законодавства про культи і проведення підпільних богослужінь. Вживались і жорсткіші заходи – арешт і засудження найактивніших проповідників і віруючих.
У 1980-х роках між вулицями Остапа Вишні та Дружби народів був зведений спальний квартал «Южний».